# Liceo de Niñas de Rancagua
El Liceo de Niñas de Rancagua, ex Liceo María Luisa Bombal, es un centro de educación secundaria de la ciudad de Rancagua, Chile. Tradicionalmente femenino, fue liceo mixto entre 2002 y 2015. Está ubicado en la Plaza de los Héroes de la ciudad.

## Historia

### Fundación y primeras décadas
Fundado en 1906, su creación fue fundamental en el reconocimiento del valor de la mujer. Su gestación fue parte de la política educacional del Presidente de Chile Germán Riesco Errázuriz, quien implementó un método eficaz para reducir el analfabetismo. Abrió sus puertas el 28 de agosto de 1906.
Comenzó a funcionar bajo la dirección de María Astaburuaga Cienfuegos, con una matrícula de 69 alumnas, distribuidos en 2 cursos de preparatoria y un primer año de humanidades, ubicado en la calle Gamero esquina Agustín Almarza. El edificio, que poseía ciertas deficiencias en comodidad e higiene, era arrendado por el Fisco. En noviembre de 1928, se trasladó a su ubicación actual, pero al no ser completamente satisfactorio el local, algunos cursos fueron trasladados temporalmente a la casa de Clodomiro Guzmán, ubicada en la calle Gamero #160, entre Almarza y Zañartu (hoy sitio eriazo), con los cursos de 1º a 6º año de humanidades, y los cursos de preparatoria. La división del Liceo terminó con la edificación del primer cuerpo del edificio, donde se trasladaron entre el 12 y 13 de agosto de 1946.
Para 1946 el liceo tenía 21 cursos de Humanidades, 8 cursos de la Escuela Primaria Anexa con talleres de lencería, moda y tejidos. Estos talleres fueron la base de a la creación del Liceo Femenino A-4 (también llamado Liceo Técnico de Rancagua), creado en 1960 bajo la dirección de Clarissa Toledo de Brown, a quien le se le entregó toda la maquinaria existente en esa época.
El 31 de mayo de 1948 se crea el CC.PP. El 12 de septiembre de 1949 se inaugura el bar Lácteo. En 1951 se publica en un diario la construcción del tercer pabellón del Liceo.

### Transición de liceo mixto y remodelación

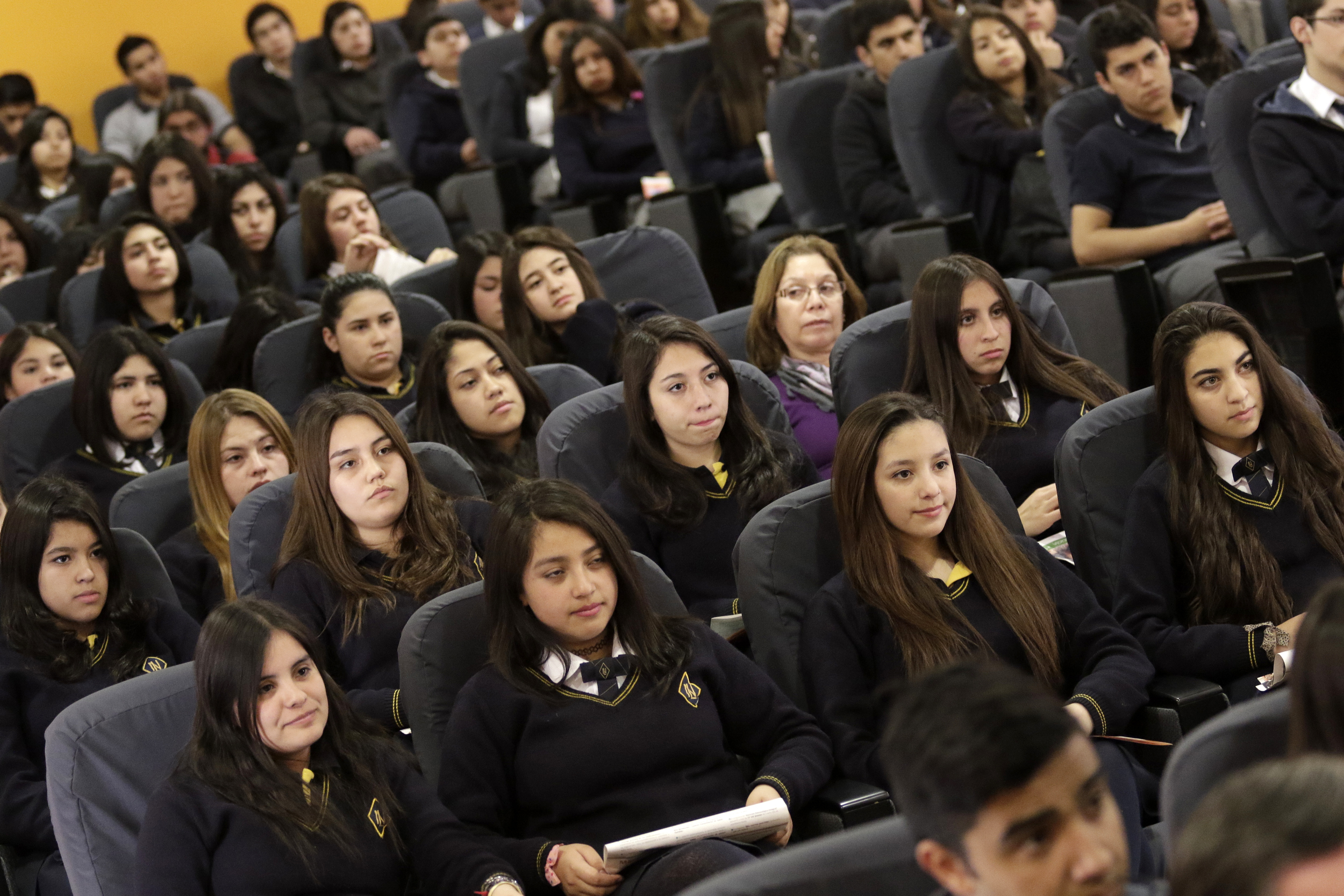
Alumnado del liceo en 2015.

Por decreto N.º 250 del 28 de julio de 1986, el Liceo de Niñas, pasa a llamarse Liceo de Niñas María Luisa Bombal, en honor a la escritora chilena María Luisa Bombal; sin embargo, con la transformación de éste a un liceo mixto, en 2001 se renombró simplemente Liceo María Luisa Bombal.
Durante el año 2009, y con motivo de la celebración del Bicentenario de Chile en 2010, el Municipio de Rancagua, así como la Intendencia Regional de O'Higgins, aprobaron la remodelación del edificio del colegio, trasladando temporalmente a los alumnos al antiguo edificio del Colegio Marcela Paz, ubicado en calle O'Carroll.
El 27 de febrero de 2010, con motivo del terremoto que azotó a Chile, las instalaciones de ambos establecimientos se vieron seriamente comprometidas, los que ocasionaron que el alumnado en primera instancia fuera derivado al Colegio Santa Cruz de Triana y posteriormente al Colegio José Antonio Manso de Velasco. El edificio en la Plaza de Los Héroes fue remozado y complementado con nuevas obras, como un gimnasio, laboratorio de ciencias, teatro y comedor, siendo reabierto en 2014. En 2016 volvió a llamarse Liceo de Niñas de Rancagua.